# Nguyên lý Le Chatelier

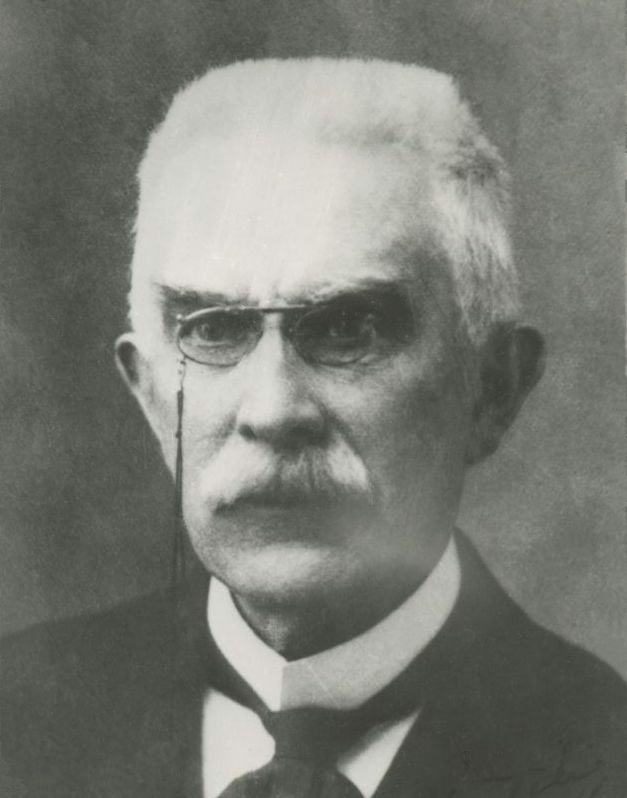
Le Chatelier (1850—1936)

Nguyên lý Le Chatelier (phát âm /lə ˈʃɑːtəlieɪ/), còn được gọi là Nguyên lý chuyển dịch cân bằng, được sử dụng để dự đoán những kết quả của một hay nhiều sự thay đổi bởi độ, nhiệt độ, áp suất, thể tích...) lên các cân bằng hóa học. Nguyên lý được phát hiện bởi Henry Louis Le Chatelier và được đặt theo tên ông, dù Karl Ferdinand Braun cũng phát hiện ra một cách độc lập. Nguyên lý này có thể được phát biểu như sau: 
Khi bất kỳ hệ thống nào ở trạng thái cân bằng trong một thời gian dài bị thay đổi nồng độ, nhiệt độ, thể tích, hoặc áp suất, thì hệ thống sẽ tự điều chỉnh phần nào để chống lại những hiệu ứng của sự thay đổi và một trạng thái cân bằng mới được thiết lập.
Nói cách khác, bất cứ khi nào một hệ thống trong trạng thái cân bằng bị phá vỡ thì hệ thống sẽ tự điều chỉnh một cách hiệu quả để ảnh hưởng của sự thay đổi sẽ giảm hoặc bị ức chế.
Nguyên lý này xuất hiện đầu tiên trong hóa học, nhưng sau đó lại có rất nhiều tên gọi, tùy thuộc vào chuyên ngành sử dụng nó (xem cân bằng nội môi, một thuật ngữ trong Sinh học). Phát biểu phổ biến để nguyên lý Le Chatelier trở thành một quan sát tổng quát hơn như sau:
Bất kỳ thay đổi nào trong trạng thái ban đầu đều tạo ra một phản ứng đối lập trong hệ thống đáp ứng.
Trong hóa học, nguyên lý này được dùng để tác động đến các kết quả của phản ứng thuận nghịch, thường để tăng sản lượng sản phẩm. Trong dược học, các ràng buộc của phối tử vào các thụ thể có thể thay đổi sự cân bằng theo nguyên lý Le Chatelier, do đó giải thích về hiện tượng đa dạng của kích hoạt thụ thể và giải cảm ứng. Trong kinh tế học, nguyên tắc đã được tổng quát để giúp giải thích điểm cân bằng thị trường của hệ thống kinh tế hiệu quả. Trong các hệ thống cân bằng đồng thời, các hiện tượng có mâu thuẫn rõ ràng với nguyên lý Le Chatelier có thể xảy ra, những điều này có thể được giải thích bằng lý thuyết response reactions (RERs).

## Trong vật lý
Nguyên lý Le Chatelier mô tả những phản ứng định tính của một hệ thống do một sự thay đổi tức thời các điều kiện bên ngoài gây ra. Sự thay đổi này ngay lập tức làm thay đổi một số thông số của hệ thống, hệ thống sẽ có những phản ứng để chống lại (hay hủy bỏ một phần) sự thay đổi này. Thời gian của sự điều chỉnh phụ thuộc vào cường độ của các "cú sốc" ban đầu. Khi một "cú sốc" ban đầu gây ra một thay đổi điều kiện bên ngoài (như tỏa nhiệt), cân bằng mới tạo ra có thể khác hẳn cân bằng cũ, và phải mất một thời gian để đạt được. Trong một số hệ thống động, trạng thái cuối cùng của hệ thống không thể được xác định bởi cú sốc. Nguyên lý Le Chatelier thường được dùng để mô tả các hệ cô lập phản hồi tiêu cực, nhưng nói chung, với các hệ thống khép kín và cô lập nhiệt động trong tự nhiên thì định luật hai nhiệt động lực học đảm bảo rằng sự mất cân bằng gây ra bởi một "cú sốc" tức thời phải có một chu kỳ bán rã nhất định. Nguyên lý này tương tự cho toàn bộ thế giới vật chất.
Nguyên lý này, trong khi nó bắt nguồn từ cân bằng hóa học và mở rộng vào lý thuyết kinh tế, cũng có thể được sử dụng trong mô tả hệ thống cơ khí. Khi hệ thống bị quá tải sẽ phản ứng một cách nào đó để giảm thiểu ảnh hưởng của sự quá tải này. Hơn nữa, phản ứng nói chung sẽ có cơ chế dễ dàng nhất làm giảm sự quá tải đó. Chốt an toàn và các thiết bị tương tự là yếu tố bảo vệ các hệ thống khi quá tải, áp dụng trong cả cách làm giảm bớt hay ngăn chặn thiệt hại cho toàn bộ hệ thống, là một ứng dụng thực tế của nguyên lý Le Chatelier.

## Trong hóa học

### Ảnh hưởng của sự thay đổi nồng độ
Thay đổi nồng độ của một chất (phản ứng hoặc sản phẩm) sẽ làm cân bằng chuyển dịch sang phía làm giảm sự thay đổi nồng độ đó và ngược lại. Cân bằng hóa học sẽ cố gắng làm giảm sự thay đổi ảnh hưởng đến nguyên trạng trạng thái cân bằng ban đầu. Lần lượt, tốc độ phản ứng, nồng độ và sản lượng của sản phẩm sẽ được thay đổi tương ứng với tác động trên hệ thống.
Sự thay đổi của nồng độ được minh họa bởi phản ứng của carbon monoxide và khí hydro, tạo thành methanol:
CO + 2H2 ⇌ CH3OH
Giả sử nồng độ CO trong hệ thống được tăng lên. Bằng cách áp dụng nguyên lý Le Chatelier, chúng ta có thể dự đoán rằng nồng độ của methanol sẽ tăng, làm giảm sự thay đổi nồng độ CO. Nếu chúng ta thêm một chất khác vào phản ứng, phản ứng sẽ thay đổi theo hướng loại bỏ chất mới đó. Tương tự, loại bớt một chất sẽ gây ra phản ứng "lấp đầy khoảng trống" và cân bằng sẽ chuyển dịch về phía tạo ra chất bị loại bỏ. Quan sát này được hỗ trợ bởi lý thuyết va chạm: Khi nồng độ CO tăng lên, tần số va chạm thành công của chất phản ứng đó cũng sẽ tăng lên, cho phép tăng phản ứng theo chiều thuận và tạo ra sản phẩm. Thậm chí nếu các sản phẩm mong muốn không được nhiệt động lực học hỗ trợ, các sản phẩm này có thể có được nếu nó liên tục bị loại khỏi dung dịch.
Tác động của sự thay đổi nồng độ thường được ứng dụng trong các phản ứng ngưng tụ (tức là các phản ứng tạo ra nước) là các cân bằng hóa học (ví dụ, tạo ra este từ axit cacboxylic và rượu hoặc tạp ra imine từ một amin và andehit). Hiệu suất tạo ra sản phẩm có thể được gia tăng được bằng cách cô lập nước vật lý, bằng cách thêm chất hút ẩm như magie sulfat khan hoặc sàng phân tử, hoặc loại bỏ nước liên tục bằng cách chưng cất bởi thiết bị Dean–Stark.

### Ảnh hưởng của sự thay đổi nhiệt độ
Ảnh hưởng của việc thay đổi nhiệt độ trong trạng thái cân bằng có thể được làm rõ bằng:
1) Giả định rằng nhiệt độ như là một chất phản ứng hoặc một sản phẩm.
2) Giả định rằng sự tăng nhiệt độ làm tăng hàm lượng nhiệt của cả hệ thống.
Trong phản ứng toả nhiệt (ΔH < 0, năng lượng thoát ra), nhiệt được coi như là một sản phẩm, và trong các phản ứng thu nhiệt (ΔH > 0, thu năng lượng), nhiệt như là một chất phản ứng. Do đó, cho dù tăng hay giảm nhiệt độ làm cân bằng chuyển dịch theo chiều thuận hay nghịch đều có thể được áp dụng cùng một nguyên lý như với thay đổi nồng độ.
Lấy ví dụ, phản ứng thuận nghịch của khí nitơ và khí hydro để tạo thành amonia:
N2(khí) + 3 H2(khí) ⇌ 2 NH3(khí)       ΔH = – 92 kJ/mol
Phản ứng thuận là phản ứng tỏa nhiệt vì có ΔH < 0 (ΔH = Nhiệt độ trước phản ứng — Nhiệt độ sau phản ứng).
Nếu nhiệt độ đang tăng lên, hàm lượng nhiệt của hệ thống sẽ tăng, vì vậy, hệ thống sẽ tiêu thụ lượng nhiệt đó bằng cách dịch chuyển trạng thái cân bằng sang bên trái, do đó tạo ra ít amonia hơn. Amonia sẽ được sản xuất thêm nếu phản ứng xảy ra ở nhiệt độ thấp, nhưng nhiệt độ quá thấp cũng làm giảm hiệu suất quá trình. Vì vậy trong thực tế, nhiệt độ được đặt ở một giá trị vừa đủ cho phép amonia được tổng hợp hiệu quả với nồng độ cân bằng không quá bất lợi (phương pháp Haber).
Ở phản ứng tỏa nhiệt, tăng nhiệt độ làm giảm hệ số cân bằng K, trong khi ở phản ứng thu nhiệt nhiệt độ tăng lên làm tăng giá trị K.
Nguyên lý Le Chatelier áp dụng cho những thay đổi về nồng độ hoặc áp suất có thể được hiểu bằng cách K có giá trị không đổi. Tuy nhiên, ảnh hưởng của nhiệt độ lên cân bằng liên quan đến sự thay đổi hằng số cân bằng. Sự phụ thuộc của K vào nhiệt độ được xác định bằng dấu của ΔH, lý thuyết về sự phụ thuộc này được đưa ra bởi phương trình Van't Hoff.

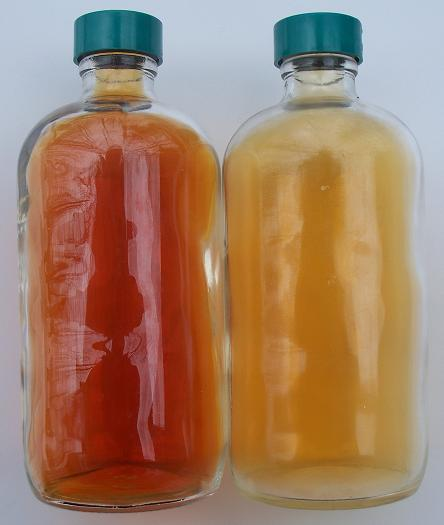
Các giá trị của K thay đổi theo nhiệt độ. Trong phản ứng thu nhiệt: N_{2}O_{4}(khí) ⇌ 2NO_{2}(khí), trạng thái cân bằng thay đổi khi nhiệt độ thay đổi. Khi nhiệt độ tăng, cân bằng chuyển địch sang bên phải và bình biến màu nâu đỏ do sự gia tăng trong NO_{2}. Khi nhiệt độ giảm, phản ứng chuyển sang bên trái và bình nhạt màu dần đến không màu vì tăng N_{2}O_{4}. Điều này chứng tỏ nguyên lý Le Chatelier vì cân bằng chuyển dịch theo hướng tiêu thụ năng lượng.

### Ảnh hưởng của sự thay đổi áp suất
Trạng thái cân bằng của sản phẩm và chất phản ứng không trực tiếp phụ thuộc vào tổng áp suất của hệ thống. Chúng có thể phụ thuộc vào áp suất từng phần của sản phẩm và chất phản ứng. Nếu số mol chất khí phản ứng bằng với số mol các sản phẩm khí thì thay đổi áp suất của hệ không có hiệu lực lên trạng thái cân bằng, ví dụ ở phản ứng H2 + I2 ⇌ 2HI.
Thay đổi tổng áp suất bằng cách thêm vào một khí trơ ở thể tích không đổi không ảnh hưởng đến trạng thái cân bằng (xem §Ảnh hưởng của khí trơ bên dưới).
Thay đổi tổng áp suất bằng cách thay đổi thể tích của hệ thống sẽ thay đổi một phần áp suất riêng của chất sản phẩm và chất tham gia, do đó có thể ảnh hưởng đến trạng thái cân bằng (xem §Ảnh hưởng của sự thay đổi thể tích bên dưới).

### Ảnh hưởng của sự thay đổi thể tích
Thay đổi thể tích của hệ thống làm thay đổi áp suất từng phần của các sản phẩm và chất phản ứng, do đó có thể ảnh hưởng đến trạng thái cân bằng. Với áp suất tăng do thể tích giảm, phía nào của phương trình có ít số mol hơn sẽ thuận lợi hơn và với áp suất giảm do tăng thể tích, phía phương trình nhiều số mol hơn thuận lợi hơn. Không có ảnh hưởng đến cân bằng khi số lượng mol khí giống nhau ở mỗi bên của phương trình hóa học.
Xem xét phản ứng của khí nitơ với khí hydro để tạo thành amonia:
N2(khí) + 3 H2(khí) ⇌ 2 NH3(khí)       ΔH = - 92 kJ/mol
4 mol --------------------- 2 mol
Chú ý số mol khí vế trái và số mol khí vế phải. Khi thể tích của hệ thống bị thay đổi, một phần áp suất của các khí thay đổi. Nếu làm giảm áp suất bằng cách tăng thể tích, cân bằng của phản ứng trên sẽ dịch chuyển sang bên trái, bởi vì chiều phản ứng nghịch có lượng số mol lớn hơn. Hệ thống cố gắng chống lại một phần sự giảm áp suất từng phần của phân tử khí khi chuyển dịch sang hướng phản ứng có áp suất lớn hơn. Tương tự như vậy, nếu tăng áp suất bằng cách giảm thể tích thì cân bằng chuyển sang bên phải, chống lại sự gia tăng áp suất bằng cách chuyển sang phía có ít số mol khí hơn, gây áp suất ít hơn. Nếu thể tích tăng lên vì có nhiều mol chất khí ở phía chất tham gia, sự thay đổi này có ý nghĩa trong mẫu số của biểu thức tính hằng số cân bằng, thể hiện sự chuyển dịch cân bằng.

### Ảnh hưởng của việc thêm một khí trơ
Một khí trơ (hay khí hiếm), như heli, là một chất mà không phản ứng với các chất khác. Thêm một khí trơ vào một cân bằng dạng khí ở điều kiện thể tích không đổi thì kết quả cân bằng không có gì thay đổi do việc bổ sung một loại khí không phản ứng không làm thay đổi cân bằng, khi khí trơ xuất hiện ở cả hai bên của phương trình phản ứng hóa học. Ví dụ, khi chất A và B phản ứng với C và D, nhưng X không tham gia trong phản ứng: {\displaystyle {\ce {{{\mathit {a}}A}+{{\mathit {b}}B}+{\mathit {x}}X<=>{{\mathit {c}}C}+{{\mathit {d}}D}+{{\mathit {x}}X}}}}.
Đúng là tổng áp suất của hệ thống đã tăng lên, áp suất này không có bất kỳ ảnh hưởng nào đến hằng số cân bằng, nhưng nếu có sự thay đổi trong một phần áp suất sẽ gây ra một thay đổi trong trạng thái cân bằng. Nếu thể tích được phép tăng trong quá trình, một phần áp suất của tất cả các khí sẽ được giảm. Kết quả là cân bằng sẽ chuyển dịch về phía có lượng số mol khí lớn hơn.

### Ảnh hưởng của chất xúc tác
Một chất xúc tác làm giảm năng lượng hoạt hoạt hóa của phản ứng, do đó làm tăng tốc phản ứng và đồng thời không bị biến đổi trong phản ứng. Sử dụng một chất xúc tác không ảnh hưởng đến hằng số cân bằng của các chất mà chỉ làm phản ứng nhanh chóng đạt đến trạng thái cân bằng, bởi vì cả hai phản ứng thuận và nghịch đều được tăng tốc bởi cùng một yếu tố.
Ví dụ, xét phương pháp Haber để tổng hợp amonia (NH3):
N2 + 3 H2 ⇌ 2 NH3
Ở phản ứng trên sắt (Fe) và molipden (Mo) là các chất xúc tác, nếu có. Chúng sẽ làm tăng tốc phản ứng, nhưng không ảnh hưởng đến trạng thái cân bằng.

## Nhận định khác về nguyên lý Le Chatelier
Trong nhiệt động lực học, khi một cân bằng phức tạp được xem xét, để đưa ra các phát biểu hợp lý theo nguyên lý Le Chatelier trở nên khó khăn hoặc không khả thi, và rất chung chung. Prigogine và Defay chứng minh rằng một hệ thống nhiệt có thể hoặc không thể biểu hiện sự điều chỉnh, tùy thuộc vào chính xác những điều kiện đang áp đặt sau khi điều kiện ban đầu của phản ứng thay đổi. Nguyên lý Le Chatelier đề cập đến cân bằng nhiệt động lực học, cân bằng cơ học và hầu hết không áp dụng cho cân bằng bán bền vững và không ổn định.

## Ứng dụng trong kinh tế
Trong kinh tế học, một khái niệm tương tự cũng được đặt tên theo Le Chatelier, được giới thiệu bởi nhà kinh tế Mỹ Paul Samuelson vào năm 1947. Đây là nguyên lý Le Chatelier tổng quát cho điều kiện tối đa của trạng thái cân bằng kinh tế: Nơi mà tất cả các ẩn số của một hàm biến độc lập, ràng buộc phụ trợ —"chỉ ràng buộc" để cân bằng ban đầu không thay đổi—giảm các đáp ứng với thay đổi tham số. Vì vậy, độ co giãn của cầu theo yếu tố nhu cầu và hàng hóa được giả thuyết là thấp hơn trong ngắn hạn so với trong dài hạn, vì sự hạn chế của chi phí trong ngắn hạn.